# Rat Scabies
Rat Scabies (né Christopher John Millar le 30 juillet 1955 à Kingston upon Thames) est un batteur de Punk rock, surtout connu pour avoir été l'un des membres fondateurs de The Damned.

## Biographie
Christopher John Millar est né à Kingston upon Thames, un district dans le comté du Surrey, au sud-ouest de Londres. Son père, John Millar, crée dans les années 1970 l’association anglaise des "tarés" de Rennes-le-Château (the Saunière Society) en compagnie de l’écrivain Henry Lincoln .
Chris Millar est le batteur du groupe protopunk Tor quand il tente d'intégrer London SS en 1975. C'est lors de cette audition qu'il aurait reçu le surnom de Rat Scabies ("rat galeux"), à cause d'une maladie de peau, et du fait qu'un rat aurait traversé le studio. Il participe ensuite à deux projets du manager Malcolm McLaren : The Loveboys, avec Chrissie Hynde et le journaliste Nick Kent, puis The Masters of The Backside, avec Chrissie Hynde, David Letts, dit Dave Vanian, et Ray Burns, alias Captain Sensible, qu'il avait rencontré en travaillant au Fairfield Halls à Croydon.
Il fonde ensuite les Subterraneans avec Brian James, ancien membre de London SS, à la guitare, Captain Sensible à la basse et Nick Kent au chant. Kent est ensuite remplacé par Dave Vanian et le groupe se rebaptise The Damned.
Le groupe se sépare une première fois en 1978 après la parution de l'album Music For Pleasure. Début 1979, Scabies forme un groupe éphémère appelé Les Punks, qui est presque une réunion des Damned, sans Brian James. Il comprend Dave Vanian, Captain Sensible, et Lemmy Kilmister à la basse.
Malgré les séparations, Rat Scabies reste membre des Damned dans ses multiples reformations jusqu'en 1995. Il participe en parallèle à quelques collaborations musicales : il enregistre une reprise de This Wheel's on Fire de Bob Dylan sous le nom de Rat & The Whale, il compose avec Joe Strummer une musique pour le film Tueurs à gages, refusée par Disney, il monte The Germans avec Peter Coyne et Kris Dollimore des Godfathers, et s'essaye à la production pour Fliptron, Glass Heroes ou Ebony Bones. Il accompagne aussi de nombreux artistes comme Donovan, Nosferatu, Neville Staple des Specials, Dave Catching (Eagles of Death Metal), Chris Goss, The Members, The Mutants, The Spammed, Urban Voodoo Machine et Jane Horrocks.
Accompagné du journaliste Chris Dawes, il part, comme son père, sur les traces du trésor de Rennes-le-Château. Dawes relate cette aventure dans le livre Rat Scabies and the Holy Grail, publié en 2005.